# アヌビス
アヌビス（Anubis, エジプト語ラテン文字転写：inpu, 古代ギリシア語: Ἄνουβις (Ánūbis)、アヌービス）は、エジプト神話に登場する冥界の神で、リコポリスの守護神。「聖地の主人」（nb-ta-djsr）、「自らの山に居る者」（tpi-dju=f）、「ミイラを布で包む者」（imiut）などの異名を持つ。

## 概要
エジプトの中でも比較的に古い時期から崇拝されていたミイラづくりの神であり、アフリカンゴールデンウルフの頭部を持つ半獣もしくはオオカミそのものの姿で描かれた。
これは古代エジプトにおいて、墓場の周囲を徘徊する犬またはオオカミの様子を見て、死者を守ってくれているのだと考えられたからである。また、そもそもアヌビスはセトのモデルとなった動物と同じく、オオカミや犬と似てはいるが現在は絶滅してしまった別のイヌ科の動物や想像上の動物がモデルであるとする説もある。その身体はミイラ製造時に防腐処理のために遺体にタールを塗りこみ黒くなるのに関連して真っ黒だった。

### エジプト神話
アヌビスは、セトの妻にして妹であるネフティス（この女神も死者やミイラとの関連が深い）が兄のオシリスとの不倫によって身篭もった子で、セトが敵視していたオシリスの子であるから誕生後はすぐにネフティスによって葦の茂みに隠された。
オシリスがセトに殺された時はオシリスの遺体に防腐処理を施してミイラにしたとされ、そのためアヌビスはミイラ作りの監督官とされ、実際にミイラを作ったり死者を冥界へと導く祝詞をあげたりする際にアヌビスの仮面を被って作業が行われた（このミイラ製造に携わる仮面をかぶった職人ないし神官はストゥムと呼ばれた）。ひいては医学の神ともされている。また死んだ人間の魂（バー）を速やかに冥界へと運ぶために足がとても速いとされる。
またオシリスが冥界アアルの王となる以前の冥界を支配、管理しておりオシリスが冥界の王となった後も彼を補佐してラーの天秤を用いて死者の罪を量る役目を担い、その様子は『死者の書』や墓の壁面などに描かれている。

## その他
エジプトがプトレマイオス朝にギリシアに併合されてからは、エジプト神話とギリシア美術との融合がおこった。これはインドやアフガニスタンでガンダーラ美術が発生したのと同様である。バチカン美術館にはヘレニズム化されたアヌビス像があり、ギリシア神話の智慧の神ヘルメスと融合して、ヘルマニビスともいわれる。

## ギャラリー

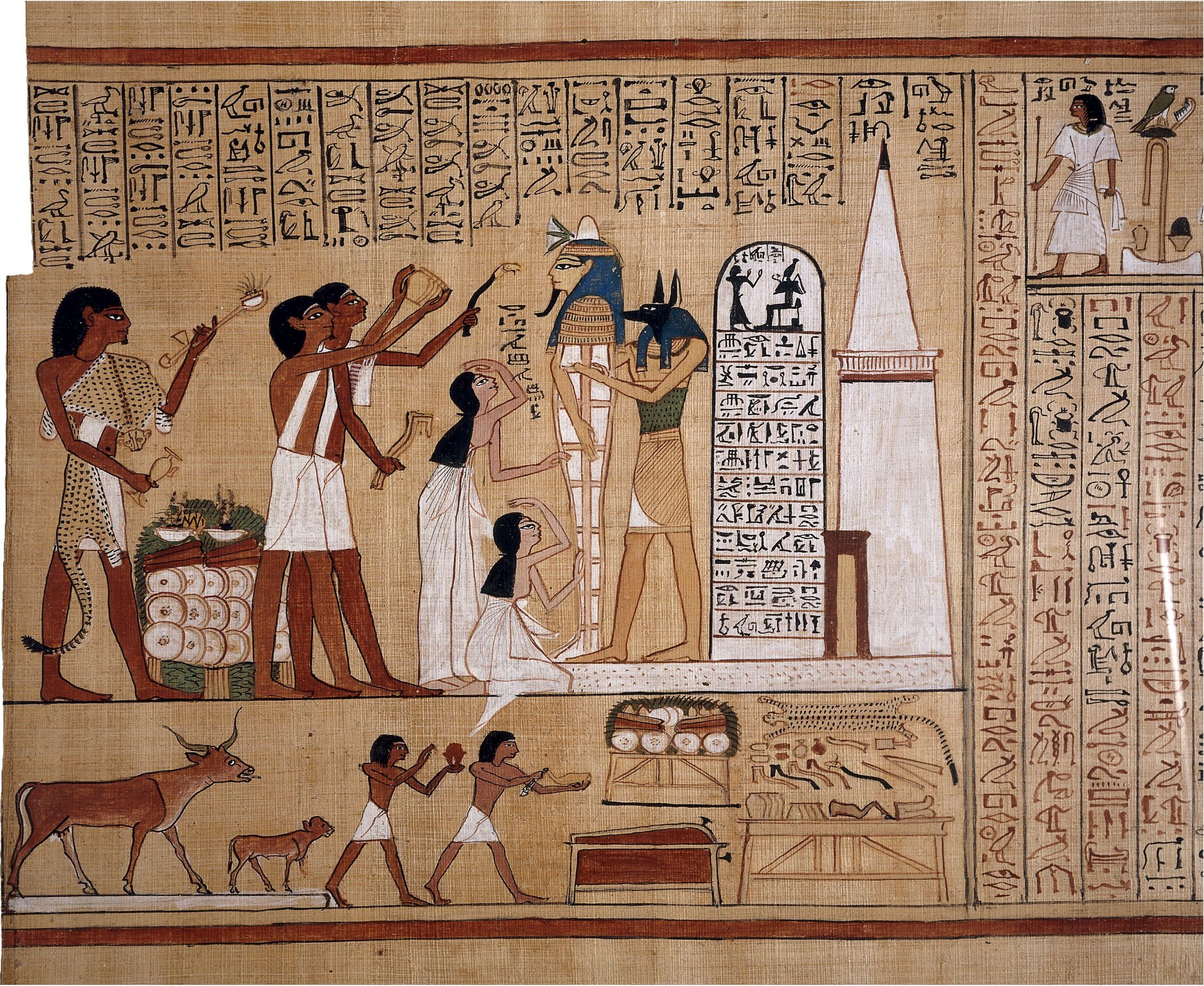
『死者の書』に描かれたアヌビス[注釈 2]。
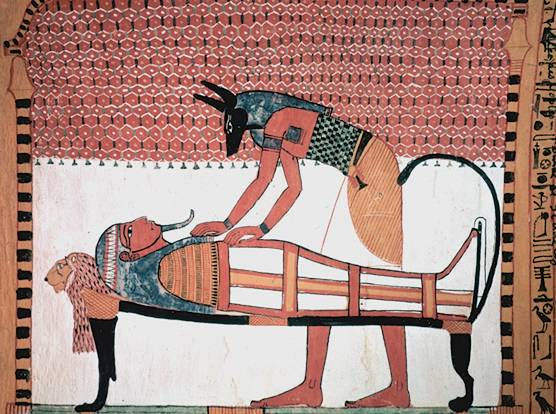
死者のミイラを作っているアヌビス像[注釈 3]。
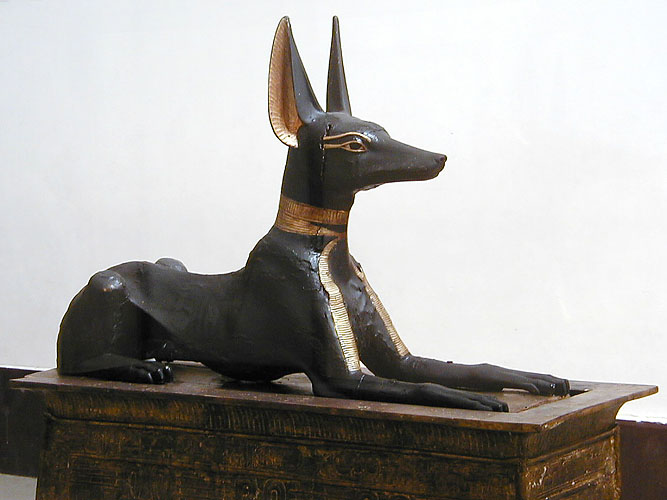
カイロ博物館のアヌビス像
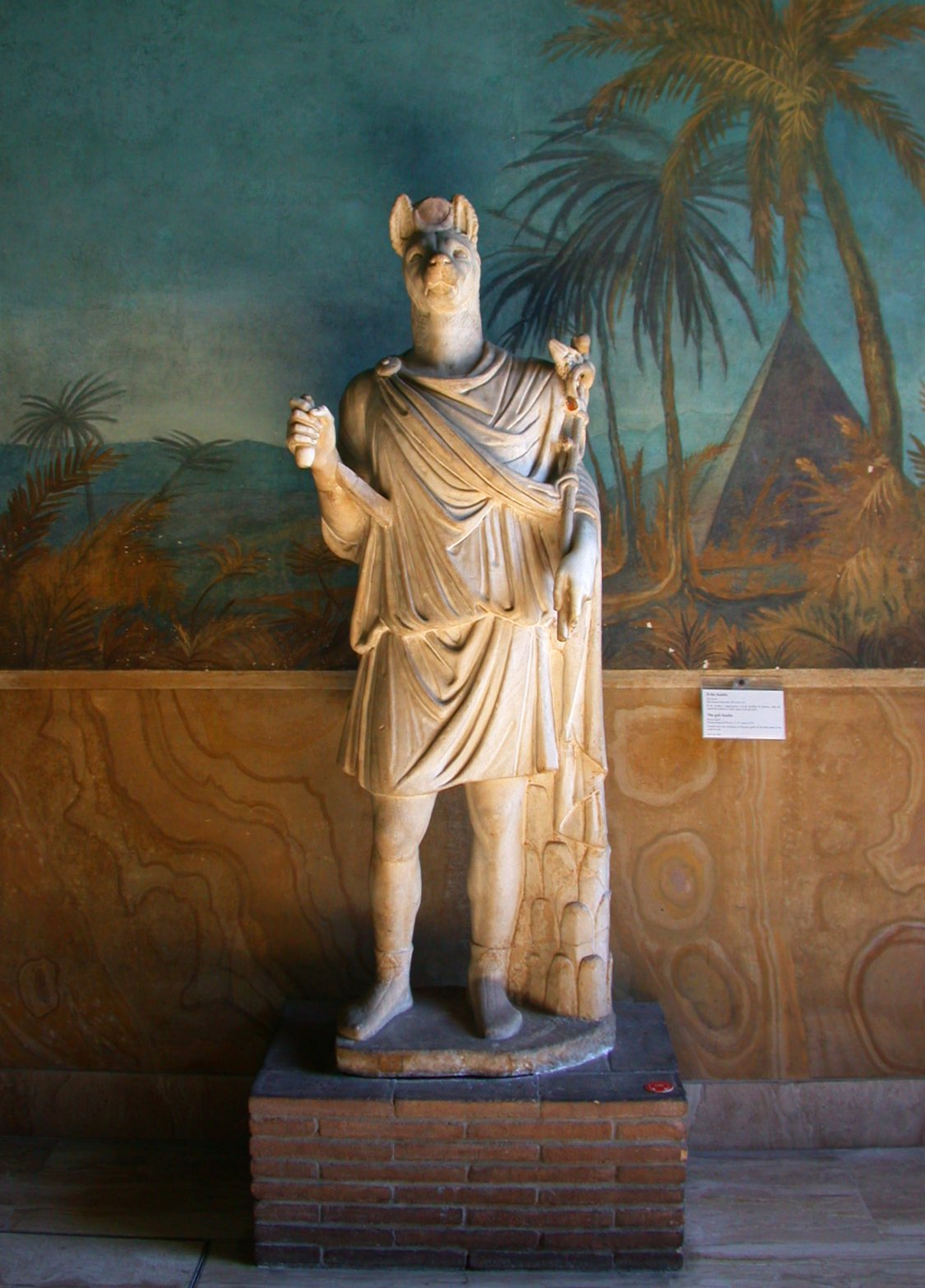
アヌビス像（バチカン美術館）